# Клингентал
Клингентал (на немски: Klingenthal) е град в Германия, разположен в окръг Фогтланд, провинция Саксония. Градът е известен с производството на музикални инструменти, като туристически център и център за зимни спортове. Към 31 декември 2011 година населението на града е 9505 души.

## География
Клингентал се намира на границата с Чехия, срещу Краслице, в подножието на планината Ашберг (936 m. надм. вис.). През Клингентал текат реките Брундьобра (на немски: Brunndöbra) и Цвота (на немски: Zwota). Двете се обединяват в р. Цвотау (на немски: Zwotau) на чешката граница.

## История
Клингентал е основан през 1591 година от ковачи, които преработват добиваната наблизо желязна руда и използват дърва от околната гориста местност.
В средата на 17 век бежанци на религиозна основа от Бохемия полагат основите на производството на цигулки в града. В края на 18 век започва производството на лъкове, струни, дървени и медни духови инструменти. От 1829 година се произвеждат хармоники и дървени гребени, от 1852 — акордеони.
През 1875 година железницата достига Клингентал. На 1 октомври 1919 година Клингентал получава статута на град.
От началото на 20 век градът се превръща в център за зимни спортове.

## Спорт
В Клингентал се провежда ежегодно кръг от Световната купа по ски скокове.